# Marko Virtala
Marko Virtala, född 15 april 1985, är en finländsk professionell ishockeyspelare (center/forward) som just nu spelar för SV Kaltern/Caldaro i Italian Hockey League.